# Kuba hívójelkörzetei
Kuba hívójelkörzetei igazodnak az ország tartományi határaihoz, egy hívójelkörzetbe egy vagy több tartomány tartozik.
Kuba számára az ITU a T4, C[L..M,O] hívójelprefixeket határozta meg.

## Kuba hívójelkörzetei[1][2][3]
| Prefix    | Körzet | Hely/jelleg                        |
| --------- | ------ | ---------------------------------- |
| C[L..M,O] | 0      | Speciális állomások, klubállomások |
| C[L..M,O] | 1      | Pinar del Río tartomány            |
| C[L..M,O] | 2      | Havanna tartomány                  |
| C[L..M,O] | 2      | Havanna Város tartomány            |
| C[L..M,O] | 3      | Mayabeque tartomány                |
| C[L..M,O] | 3      | Artemisa tartomány                 |
| C[L..M,O] | 4      | Ifjúság Szigete különleges körzet  |
| C[L..M,O] | 5      | Matanzas tartomány                 |
| C[L..M,O] | 6      | Cienfuegos tartomány               |
| C[L..M,O] | 6      | Sancti Spíritus tartomány          |
| C[L..M,O] | 6      | Villa Clara tartomány              |
| C[L..M,O] | 7      | Camagüey tartomány                 |
| C[L..M,O] | 7      | Ciego de Ávila tartomány           |
| C[L..M,O] | 8      | Granma tartomány                   |
| C[L..M,O] | 8      | Guantánamo tartomány               |
| C[L..M,O] | 8      | Holguín tartomány                  |
| C[L..M,O] | 8      | Santiago de Cuba tartomány         |
| C[L..M,O] | 8      | Las Tunas tartomány                |
| T4        | [0..9] | Kuba                               |

## Lajstromjel
Vízi és légi járművek lajstromjelezéséhez a hívójelprefix-tartománytól eltérően a CU prefixet használják.